# Wapen van Rumst
Het Wapen van Rumst is het heraldisch wapen van de Antwerpse gemeente Rumst. Het eerste wapen werd op 3 juli 1925, per koninklijk besluit, aan de gemeente toegekend. Nadien is het wapen een keer in gewijzigde vorm na de fusie, per ministerieel besluit, op 3 december 1987 opnieuw toegekend aan de fusiegemeente Rumst.

## Geschiedenis
Het eerste wapen van Rumst - toegekend in 1925 - ging terug op een zegel van de schepenen van buten de vryheit van Rumst op een akte uit 1375 en is dat van Filips II van Vianden (het wapen van Vianden met een barensteel), wiens familie rond 1290 de heerlijkheid Rumst verwierf, hoewel in die tijd reeds de graaf van Vlaanderen heer van Rumst was.
Na de fusie van 1976 werd besloten om de oude wapens van de deelgemeenten Rumst en Reet samen te voegen tot het nieuwe wapen van de fusiegemeente Rumst. Omdat Rumst de grootste gemeente van de twee was, is het wapen van Rumst als eerste wapenhelft geplaatst. Deze helft staat ook voor het gehucht Terhagen, dat tot 1874 tot Rumst behoorde. Het tweede deel staat symbool voor Reet.
Het oude wapen van Reet was vermoedelijk gebaseerd op dat van de familie Berthout, hoewel de kleuren hier omgekeerd zijn en er geen schildhoofd was in het familiewapen, omdat het gebied historisch behoorde tot de door de Berthouts bestuurde Heerlijkheid Mechelen. Dit wapen duikt voor het eerst in een zegel uit 1690 als onderdeel van het wapen van de familie della faille, die in die tijd heren van Reet waren.

## Blazoen
De blazoenering van het eerste wapen luidt als volgt:
In keel eene dwarsbalk van zilver vergezeld in het hoofd van eenen barensteel van vijf hangers van goud.— Koninklijk Besluit van 3 juli 1925.
Het wapen is rood van kleur met daarop een horizontale, zilveren baan. In het bovenste rode vlak staat een gouden barensteel met daaraan vijf "hangers".
Het huidige wapen heeft de volgende blazoenering:
Gedeeld 1. in keel een dwarsbalk van zilver vergezeld in het schildhoofd van een barensteel met vijf hangers van goud 2. in keel drie palen van goud en een schildhoofd van zilver.— Ministerieel Besluit van 3 december 1987.
Het wapen is opgedeeld in twee helften. Het eerst helft, voor de kijker links, is gelijk aan het voorgaande gemeentewapen. De tweede helft is eveneens rood, maar nu staan er drie verticale, gouden banen op. Boven de zogeheten palen staat een zilveren schildhoofd (horizontale baan).